# Theodore R. Milton

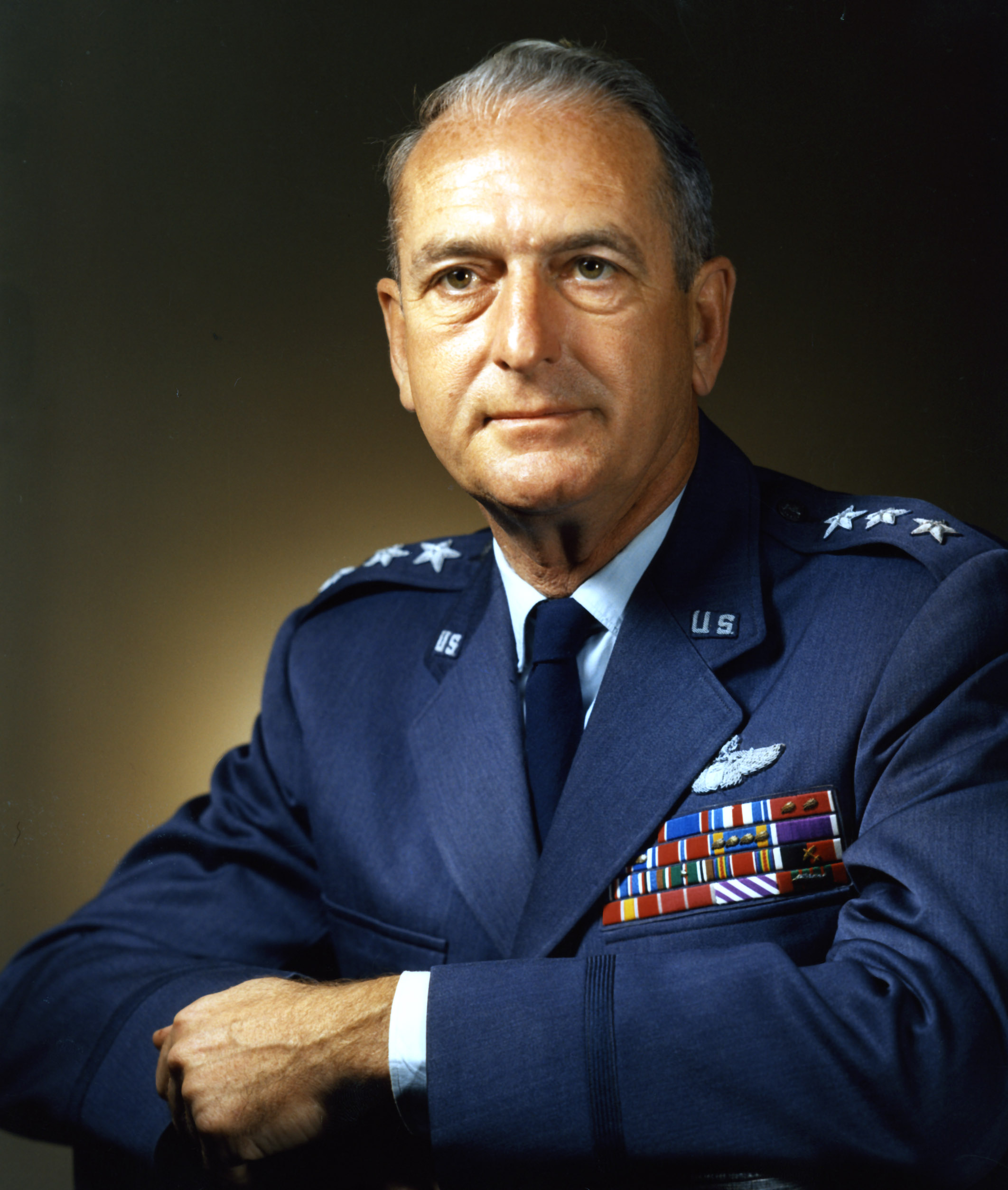
Theodore R. Milton

Theodore Ross Milton (* 29. Dezember 1915 in Honolulu, Hawaii-Territorium; † 24. August 2010 in Oro Valley, Pima County, Arizona) war ein General der United States Air Force. Er war unter anderem Kommandeur der 13. Luftflotte.

## Leben
Theodore Milton war ein Sohn von Alexander Mortimer Milton (1879–1937) und dessen Frau Teresa McKenna (1889–1989). Der Vater war Oberst der Kavallerie in der United States Army und zum Zeitpunkt der Geburt des Sohnes in den Schofield Barracks bei Honolulu stationiert. Der Sohn trat 1934 in das Heer ein. In den Jahren 1936 bis 1940 durchlief er die United States Military Academy in West Point. In der Army bzw. ab 1947 in der United States Air Force durchlief er anschließend alle Offiziersränge vom Leutnant bis zum Vier-Sterne-General.
In der Armee wurde er dem United States Army Air Corps zugeteilt, aus dem 1941 die United States Army Air Forces hervorgingen. Milton erhielt eine Ausbildung zum Kampfpiloten. Während des Zweiten Weltkriegs war er mit der 8. Luftflotte auf dem europäischen Kriegsschauplatz eingesetzt. Von England aus flog er Bombereinsätze auf deutsche Städte. Zwischenzeitlich wurde er auch verwundet. Nach dem Kriegsende in Europa kehrt er in die Vereinigten Staaten zurück, wo er bis 1948 in verschiedenen Funktionen tätig war. Im Jahr 1947 wurde er in die als eigenständige Waffengattung gegründete amerikanische Luftwaffe übernommen.
Im Jahr 1948 kehrte er nach Europa zurück. Zur Zeit der Berliner Luftbrücke war er Stabschef der gesamten Luftoperationen, die mit dieser Operation befasst waren. Zwischen 1949 und 1957 bekleidete er verschiedene Aufgaben in den Vereinigten Staaten. Unter anderem gehörte er dem Stab des Hauptquartiers der Air Force an. Außerdem absolvierte er damals das Air War College. Im Oktober 1957 erreichte er mit seiner Beförderung zum Brigadegeneral die Generalsränge. In der Folge wurde er nach Japan versetzt, wo er das Kommando über die 41. Luftdivision (41st Air Division) erhielt, die der 5. Luftflotte unterstand.
Am 19. Juni 1961 übernahm Theodore Milton auf der Clark Air Base auf den Philippinen als Nachfolger von Thomas S. Moorman das Kommando über die 13. Luftflotte (Thirteenth Air Force). Dieses Amt bekleidete er bis zum 24. Juli 1963, als Sam Maddux Jr. seine Nachfolge antrat. Anschließend wurde er zum Camp H. M. Smith in Hawaii versetzt. Dort leitete er bis 1965 die Stabsabteilung für Planungen und Operationen beim United States Pacific Command.
Danach wurde er auf die Langley Air Force Base in Virginia beordert, wo er bis zum Februar 1967 Stabschef des Tactical Air Command war. Dann war er bis August 1967 Generalinspekteur der Luftwaffe und in der Folge Comptroller of the Air Force. Im März 1969 wurde er nach Brüssel zum NATO-Hauptquartier versetzt, wo er stellvertretender Vorsitzender des NATO-Militärkomitees (deputy chairman, NATO Military Committee) war. Am 1. August 1971 wurde er zum Vier-Sterne-General befördert. Gleichzeitig erhielt er den Posten des amerikanischen Vertreters beim NATO-Militärkomitee. Diesen hatte er bis zu seiner Pensionierung am 1. August 1974 inne.
Nach seiner Pensionierung schrieb Theodore Milton unter anderem Artikel für das Air Force Magazine. Außerdem hielt er gelegentlich Vorträge an der United States Air Force Academy in Colorado Springs. Er starb am 24. August 2010 in Arizona und wurde auf dem Nationalfriedhof Arlington beigesetzt.

## Orden und Auszeichnungen
Theodore Milton erhielt im Lauf seiner militärischen Laufbahn unter anderem folgende Auszeichnungen:
- Distinguished Service Cross
- Air Force Distinguished Service Medal
- Silver Star
- Legion of Merit
- Bronze Star Medal
- Distinguished Flying Cross
- Air Medal
- Purple Heart
- Presidential Unit Citation
- American Defense Service Medal
- American Campaign Medal
- European-African-Middle Eastern Campaign Medal
- World War II Victory Medal
- Army of Occupation Medal
- National Defense Service Medal
- Air Force Longevity Service Award
- Croix de Guerre (Frankreich)
- Order of the British Empire (Großbritannien)